# Knikkend nagelkruid
Knikkend nagelkruid (Geum rivale) is een vaste plant uit de rozenfamilie (Rosaceae). De plant dankt zijn Nederlandse naam aan de knikkende bloemen. De plant komt van nature voor op het noordelijk halfrond op beschaduwde, vochtige plaatsen aan de waterkant of in het moeras, maar ook in bossen. Knikkend nagelkruid staat op de Nederlandse Rode Lijst van planten als zeer zeldzaam en zeer sterk afgenomen. De soort komt ook voor als stinsenplant.
De bladeren zijn afgebroken geveerd, waarvan de onderste grote topbladeren hebben. Er zijn drie tot zes paar deelblaadjes die eirond of getand zijn. De bovenste bladeren zijn enkelvoudig of gelobd. De steunblaadjes zijn klein.
Knikkend nagelkruid is kortbehaard en 20-60 cm hoog. De bloem is oranjerood, met vijf 1-1,5 cm lange kroonbladeren. De kelkbladeren zijn purperkleurig. De bijkelk is roodbruin. Er zijn veel meeldraden en veel stijlen. De bloeiwijze is los vertakt en de bloeiperiode valt in mei, juni en juli.
Knikkend nagelkruid draagt een hoofdje van vruchtjes. Deze zijn zachtbehaard en hebben een blijvende, haakachtige stijl. Hierdoor is verspreiding door dieren mogelijk.

Knikkend nagelkruid
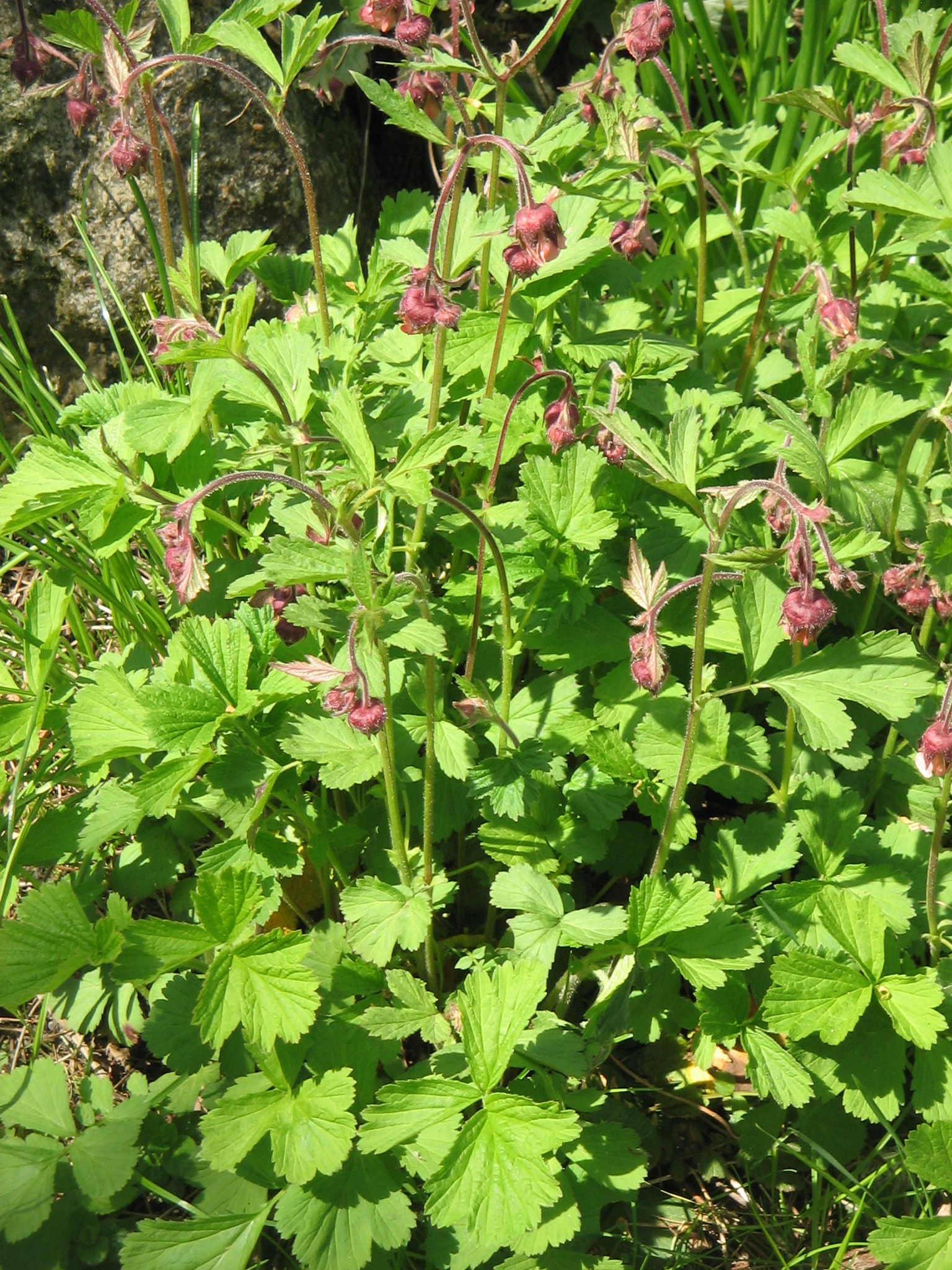
Groep planten
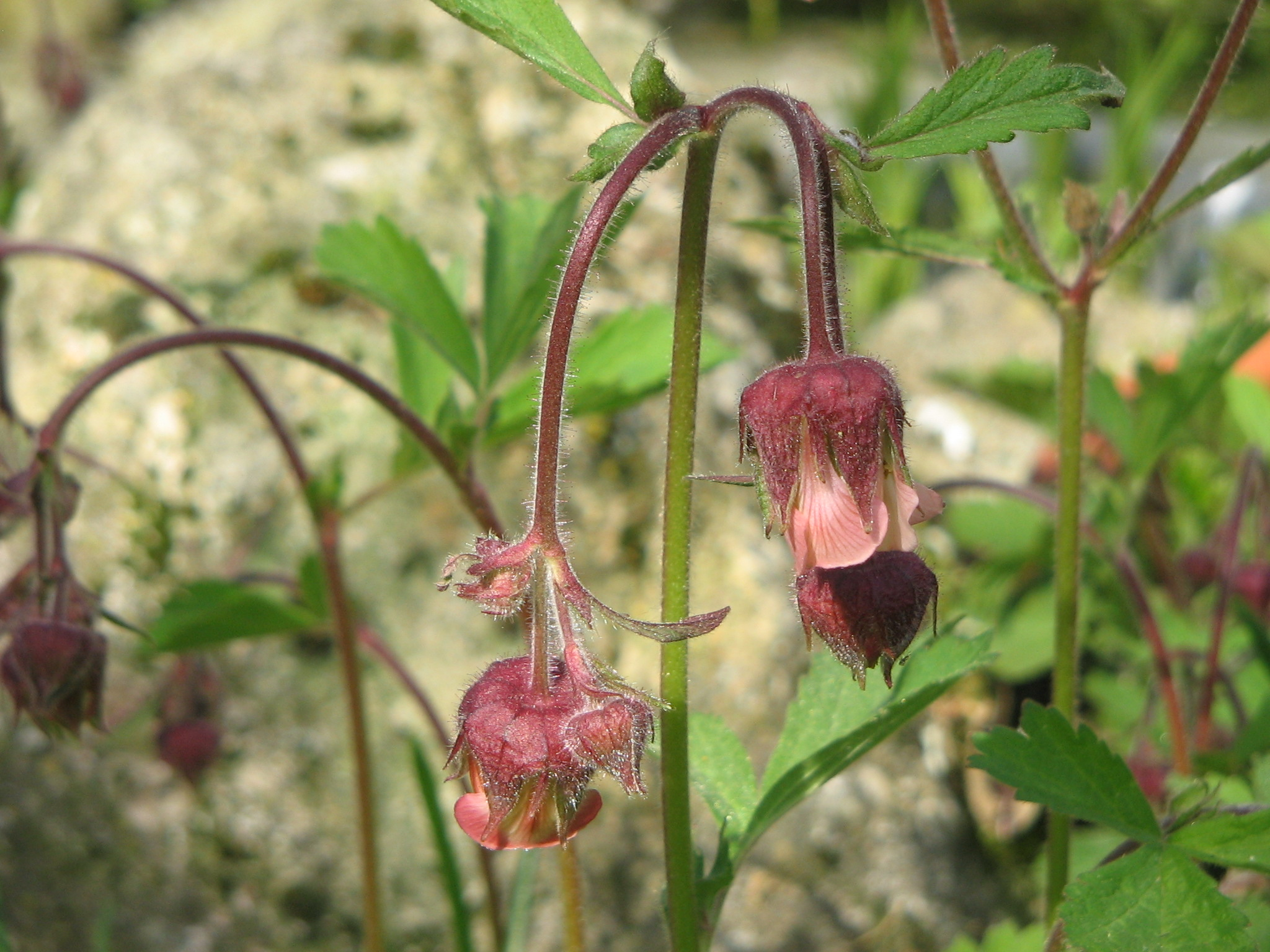
Bloemen
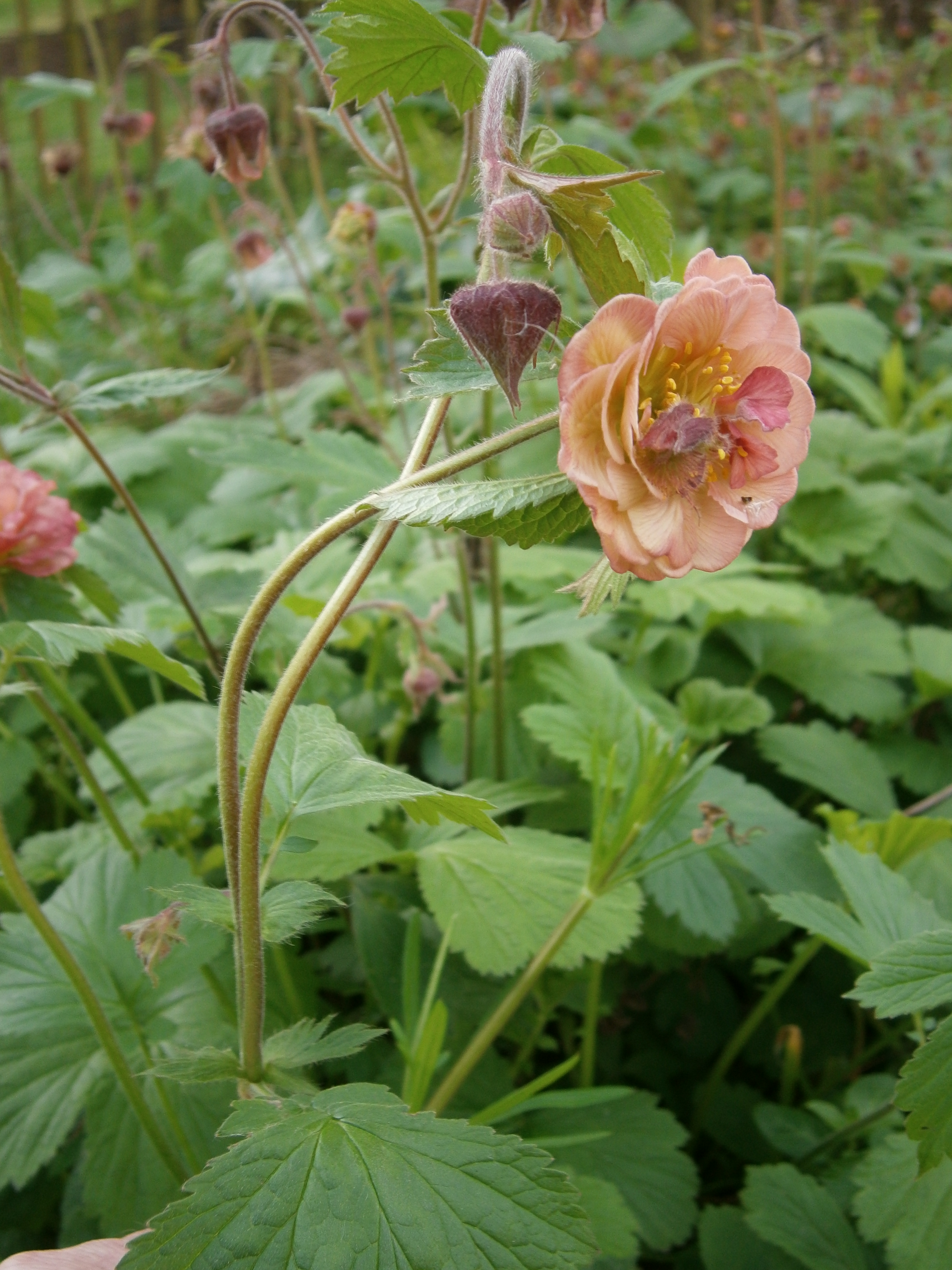
Plant met pseudopelorie
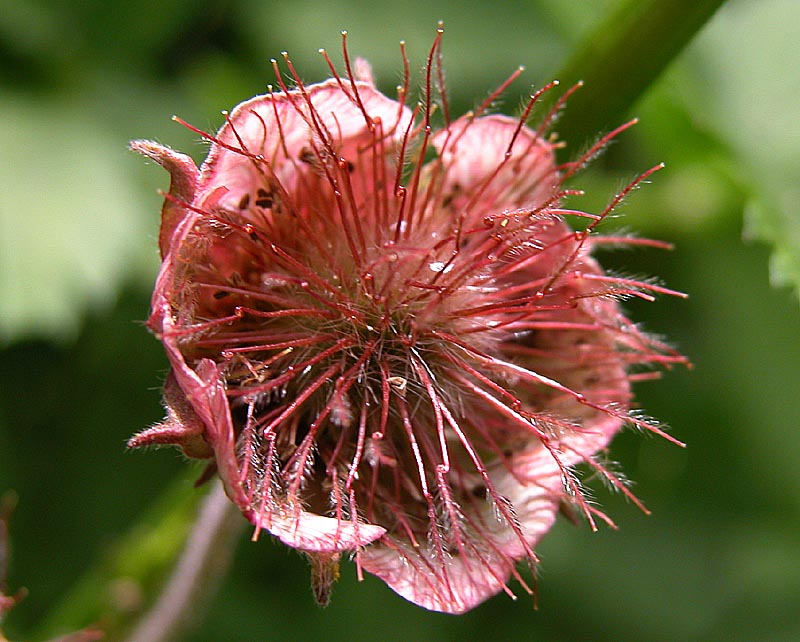
Bloem met jonge vruchtjes
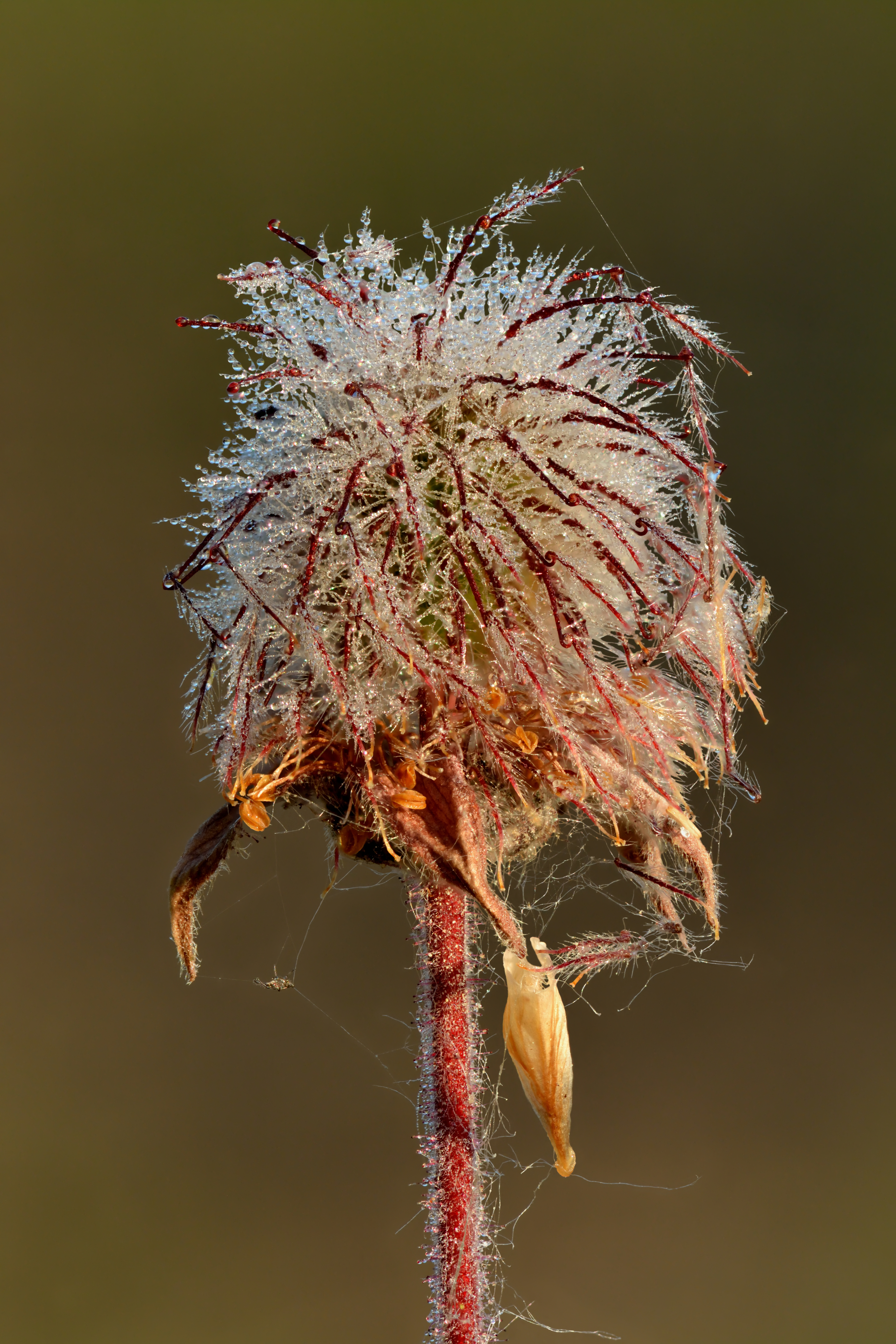
Rijpe vruchtjes

## Plantengemeenschap
Knikkend nagelkruid is een kensoort voor het vogelkers-essenbos (Pruno-Fraxinetum).